# 커밍 홈 어게인
《커밍 홈 어게인》은 웨인 왕 감독의 2019년 작품이다.  2019년 제44회 토론토국제영화제에서 월드 프리미이로 상영되었고, 이어 10월 열린 제24회 부산국제영화제를 통해 한국에 소개되었다. 《뉴요커》 잡지에 게재된 미국작가 이창래의 자전적 에세이를 기반으로 웨인 왕 감독과 이창래가 시나리오를 썼다. 이영훈이 작사작곡하고 이문세가 부른 한국가요 《옛사랑》 노래가 OST로 사용되었다.

## 시놉시스
창래(저스틴 전)는 월스트리트의 직장을 떠나 샌프란시스코로 돌아온다. 위암 말기의 어머니의 병수발을 들기 위해서이다. 침대에 누운 어머니를 모시며, 어머니가 가르쳐준 레시피대로 한국 음식을 하며, 과거를 떠올리고, 가족의 유대감을 생각한다.

## 캐스팅
- 저스틴 전: 창래
- 재키 청: 어머니
- 크리스티나 줄리 킴: 여동생
- 존 리: 아버지

## 영화정보
- 2019년 제44회 토론토국제영화제에서 월드프리미어로 상영되었다.
- 2019년 10월 열린 제24회 부산국제영화제에서 '갈라 프레젠테인션' 섹션에서 상영되었다.[1] 웨인 왕 감독이 영화제 참석할 예정이었지만 건강문제로 불참했다. 대신 재키 청이 부산을 찾았다.[2]